# Xã Fremont, Quận Clarke, Iowa
Xã Fremont (tiếng Anh: Fremont Township) là một xã thuộc quận Clarke, tiểu bang Iowa, Hoa Kỳ. Năm 2010, dân số của xã này là 488 người.